# August Schirmer (Politiker, 1908)
August Schirmer (* 9. Mai 1908 in St. Gallen; † 10. November 1973 in Baden; heimatberechtigt in St. Gallen) war ein Schweizer Wirtschafts- und Rechtskonsulent sowie Politiker.

## Leben

### Familie
August Schirmer war der Sohn des Politikers August Schirmer (* 25. September 1881 in St. Gallen; † 29. November 1941 ebenda) und dessen Ehefrau Frida, die Tochter des Fuhrhalters Franz Josef Louis.
August Schirmer war seit 1933 mit Emma (geb. Kuhn) verheiratet.

### Werdegang
August Schirmer wuchs in St. Gallen auf, wo er die Schulen besuchte und die Matura ablegte. Anschließend entschied er sich für ein Studium der Rechtswissenschaften und der Volkswirtschaft, das er an der Handelshochschule St. Gallen sowie an den Universitäten Lausanne und Bern absolvierte. Diese akademische Ausbildung legte den Grundstein für seine spätere Karriere im Bereich der Wirtschaft und Recht.
Im Jahr 1932 begann August Schirmer seine berufliche Laufbahn als Wirtschafts- und Rechtskonsulent in Baden. Diese Tätigkeit ermöglichte es ihm, wertvolle Erfahrungen zu sammeln und sein Netzwerk in der Wirtschaft zu erweitern. Von 1932 bis 1973 leitete er das Sekretariat des Aargauer Gewerbeverbands, wo er ab 1957 als geschäftsführender Vizepräsident tätig war. In dieser Position setzte er sich für die Belange der regionalen Wirtschaft ein und förderte die Zusammenarbeit zwischen verschiedenen Wirtschaftsakteuren.
August Schirmer war vom 4. Dezember 1939 bis zum 30. November 1947 sowie, als Nachfolger von Ständerat Ernst Speiser, vom 7. Juni 1948 bis zu seinem Rücktritt am 6. Dezember 1959, Mitglied des Nationalrats für die Aargauer FDP. In dieser Funktion vertrat er die Interessen des Aargaus auf nationaler Ebene und setzte sich für wichtige politische Reformen ein. Er befasste sich eingehend mit dem Detailhandel. In seiner Schrift Der Spezereihandel, ohne Sentimentalität gesehen setzte er sich 1939 auch mit der Migros auseinander. Er reagierte auf Gottlieb Duttweilers Vorschlag eines sogenannten Girodienstes von 1937, das heisst kleinen Detailhandelsgeschäften die Möglichkeit zu geben, als Franchisebetriebe der Migros von ihr Waren zu beziehen. Während seiner Amtszeit trat er für die Rechte der Arbeitnehmer ein und setzte sich für eine gerechte Sozialpolitik ein. Sein Engagement in der Politik war eng mit seiner Arbeit im Gewerbeverband verbunden, was ihm ermöglichte, wirtschaftliche und soziale Themen aus erster Hand zu erleben und zu beeinflussen. 
Neben seiner politischen Karriere war er ein aktives Mitglied der Schweizer Gewerbekammer und beteiligte sich an zahlreichen eidgenössischen Expertenkommissionen. Diese Kommissionen beschäftigten sich mit Themen wie Berufsbildung, Sozialpolitik, Sozialversicherung und Sozialmedizin. Besonders hervorzuheben war sein Einsatz für Gesamtarbeitsverträge, die für die Verbesserung der Arbeitsbedingungen in der Schweiz von großer Bedeutung waren.
August Schirmer war auch Präsident der Arbeitsgemeinschaft der privaten Kranken- und Kuranstalten und spielte eine entscheidende Rolle in der Gestaltung der gesundheitspolitischen Landschaft des Landes. In dieser Rolle trat er als Vertreter der Privatwirtschaft bei der Revision des Krankenversicherungsgesetzes auf, was seine Expertise im Gesundheitswesen unterstreicht. Zudem war er Mitglied des Vorstands der Kurkommission der VESKA (Verband privater schweizerischer Krankenanstalten), wo er sich für die Interessen der privaten Gesundheitsdienstleister einsetzte. Als er verstarb war er auch Präsident des Verbands Schweizerischer Badekurorte, dem er seit 1948 angehörte.
Seit 1957 gehörte er als Mitglied dem Komitee der Schweizerische Verkehrszentrale an.
Sein Engagement in verschiedenen Organisationen und Kommissionen zeigt sein Bestreben, die soziale und wirtschaftliche Landschaft der Schweiz aktiv mitzugestalten.
Neben seiner zivilen Karriere hatte August Schirmer auch eine militärische Laufbahn. Er erreichte den Rang eines Obersts der Militärjustiz in der Schweizer Armee und trug somit zur Aufrechterhaltung der Rechtsprechung innerhalb der Armee bei.

## Mitgliedschaften
August Schirmer war Mitglied der Studentenverbindung des Schweizerischen Zofingervereins.

## Schriften (Auswahl)
- Der Spezereihandel, ohne Sentimentalität gesehen. 1939.